# Saint-Germain-des-Bois (Nièvre)
Saint-Germain-des-Bois település Franciaországban, Nièvre megyében. Lakosainak száma 117 fő (2022. január 1.). Saint-Germain-des-Bois Ouagne, Cuncy-lès-Varzy, Amazy, Beuvron, Talon, Tannay és Grenois községekkel határos.

## Népesség
A település népessége az elmúlt években az alábbi módon változott:
| Lakosok száma | 110  | 109  | 115  | 120  | 126  | 125  | 124  | 123  | 117  |
|               | 2013 | 2015 | 2016 | 2017 | 2018 | 2019 | 2020 | 2021 | 2022 |